# Gmina Gribskov
Gmina Gribskov (duń. Gribskov Kommune) – gmina w Danii w regionie stołecznym.
Gmina powstała w 2007 roku na mocy reformy administracyjnej z połączenia gmin Helsinge i Græsted-Gilleleje.
Siedzibą gminy jest miasto Helsinge.